# 라 필로토
《라 필로토》(스페인어: La piloto)은 2017년 방영된 멕시코의 텔레노벨라이다.